# Bahnhof Berlin Wuhletal
Der Bahnhof Berlin Wuhletal ist ein kombinierter S- und U-Bahnhof im Berliner Ortsteil Hellersdorf an der Grenze der Ortsteile Biesdorf und Kaulsdorf im Bezirk Marzahn-Hellersdorf. Er liegt am Nordrand des namensgebenden Landschaftsparks Wuhletal und wird von der Linie U5 der Berliner U-Bahn sowie der Linie S5 der Berliner S-Bahn bedient. Die Anlage befindet sich im Eigentum der Berliner Verkehrsbetriebe und wird dort unter der Betriebsstellenabkürzung Wh geführt. Für die S-Bahn lautet das Kürzel BWT. Betrieblich gehört das nördliche Bahnsteiggleis der S-Bahn zum Bahnhof Kaulsdorf, während das südliche Gleis noch zur freien Strecke gehört.

## Historie und Bauwerk

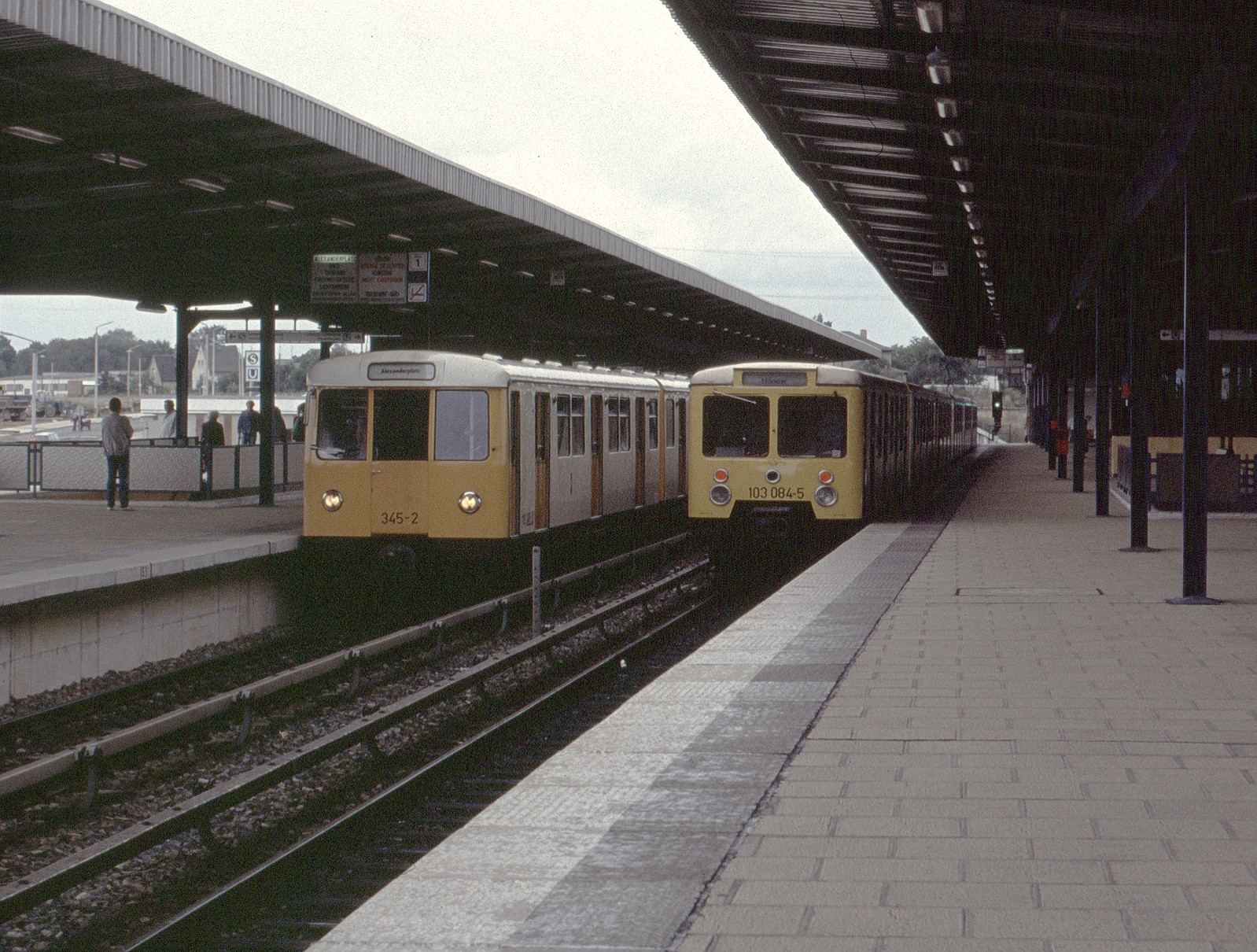
U-Bahn-Züge der Baureihen D und E im Bahnhof Wuhletal, 1990

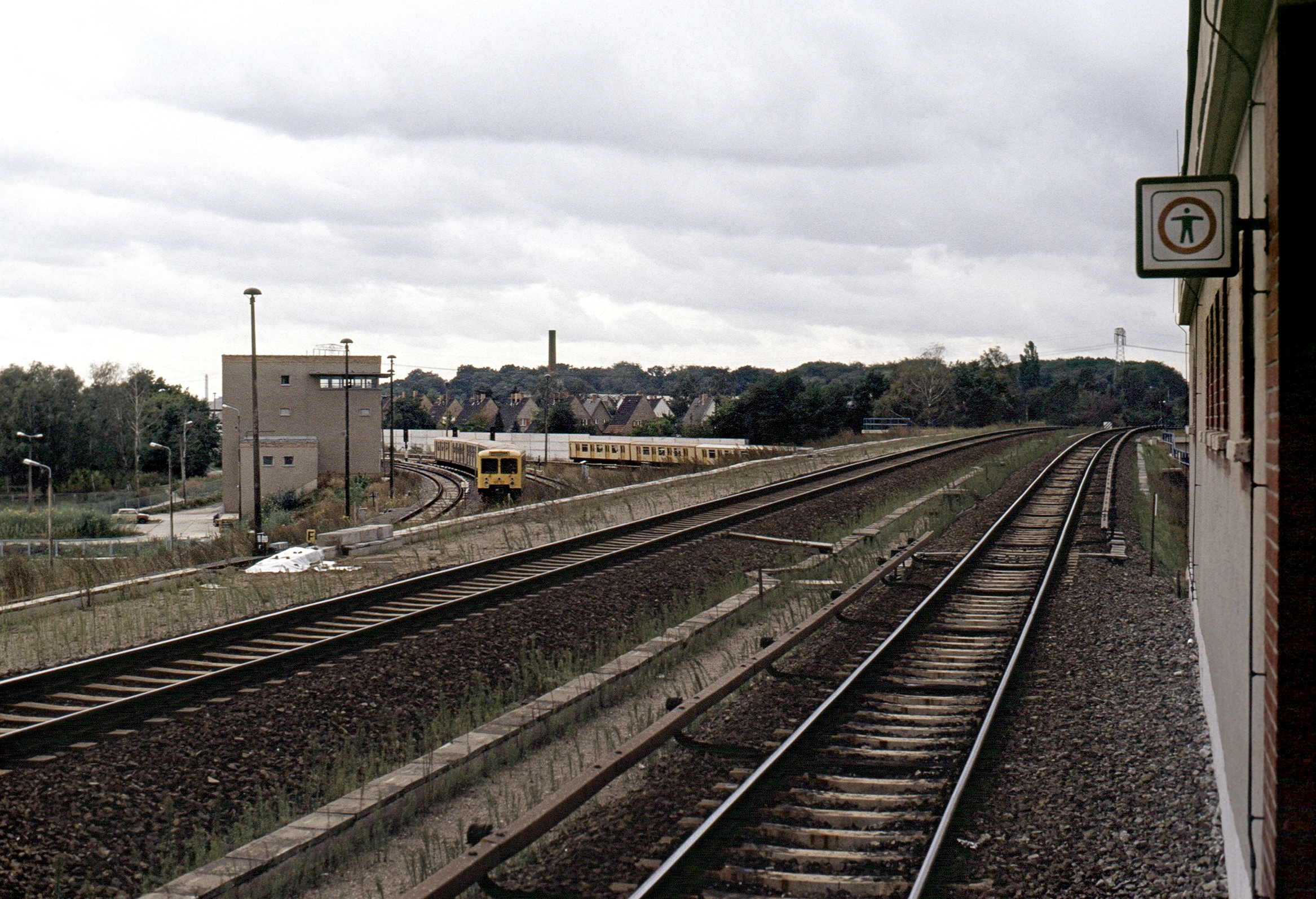
Gleis der Bahnstrecke nach Küstrin (links) und Zug auf der Gleisverbindung zur U-Bahn, 1990

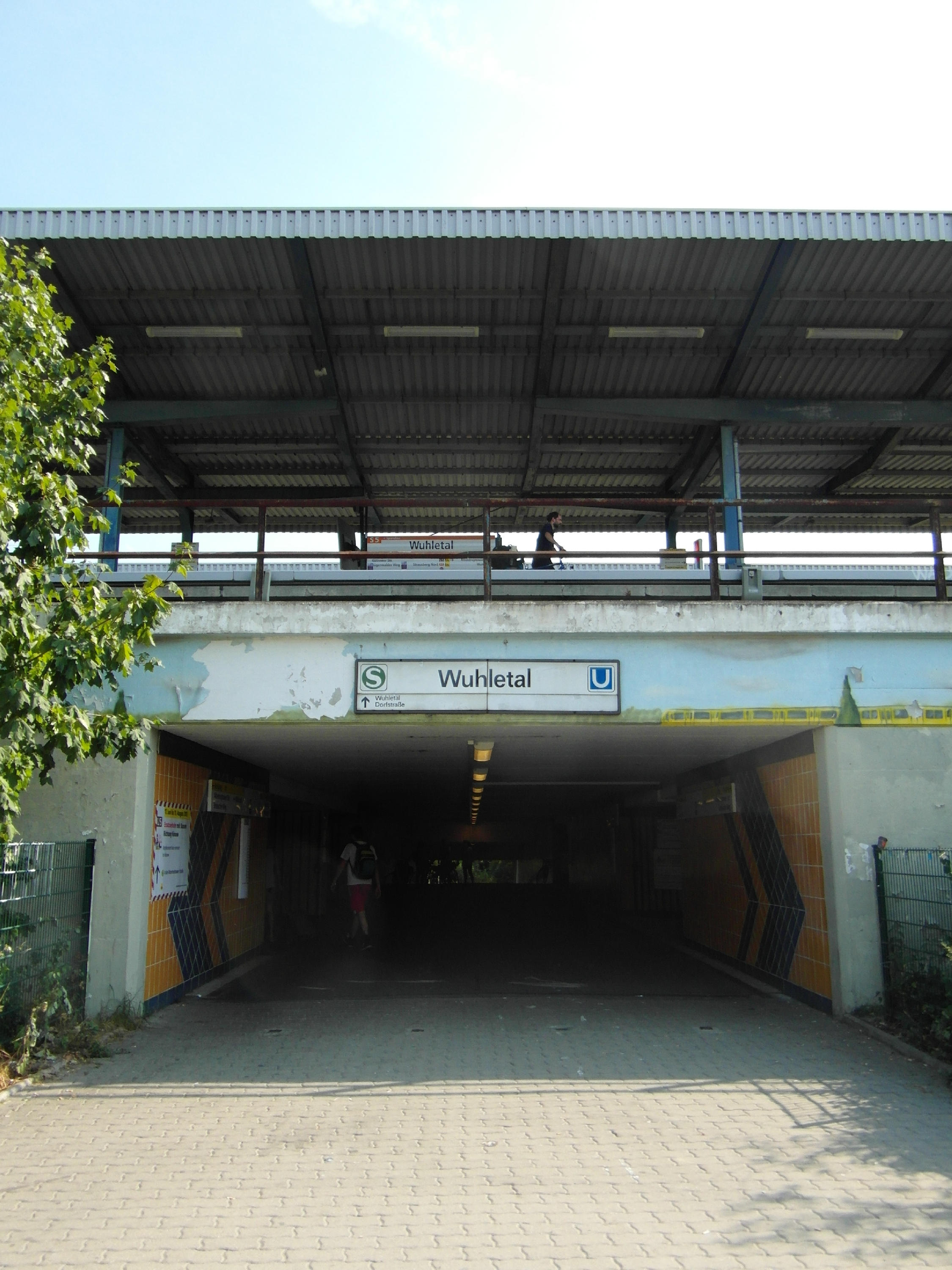
Zugang von der Altentreptower Straße, 2013

Der als Kaulsdorf-West vom Entwurfs- und Vermessungsbetrieb der Deutschen Reichsbahn (EVDR) geplante Bahnhof wurde im Zuge der 1985 gestarteten Ostverlängerung der damaligen Linie E zur Erschließung der Großwohnsiedlung Hellersdorf erbaut und gemeinsam mit den übrigen Stationen der Strecke bis Hönow am 1. Juli 1989 eröffnet. Der Bahnhof liegt auf dem Damm der bestehenden S-Bahn auf der Strecke der Ostbahn, die hier die für die U-Bahn genutzte VnK-Strecke kreuzt. Der Bahndamm wird von der Wuhle sowie zwei Fußgängertunneln unterquert.
Die U-Bahn nutzt die beiden mittleren Gleise, die S-Bahn die beiden äußeren. Die U-Bahn verfügt somit über zwei Außenbahnsteige, die S-Bahn hat einen durch die U-Bahn längs geteilten Mittelbahnsteig. Am nördlichen Bahnsteig fahren die Züge stadtein-, am südlichen Bahnsteig stadtauswärts. Aufgrund der gemeinsam von U- und S-Bahn genutzten Bahnsteige handelt es sich mit einer Länge von 160 Metern um die längsten im gesamten Berliner U-Bahn-Netz.
Südwestlich des Bahnhofs befindet sich das einzige Verbindungsgleis zwischen der Berliner U-Bahn und dem Netz der DB InfraGO.
Bis 2013 waren an den S-Bahn-Gleisen noch die Zugzielanzeiger mit Glasscheiben aus der Eröffnungszeit vorhanden. Die U-Bahn-Gleise sind mit elektronischen DAISY-Anzeigern mit Leuchtdioden ausgerüstet, während die S-Bahn-Gleise mit den typischen Monochrom-LCD-Anzeigern ausgestattet sind.
Am östlichen Zugang zum Bahnhof befindet sich eine kostenfreie P+R-Anlage, um einen problemlosen Übergang zwischen eigenem Fahrzeug und den öffentlichen Verkehrsmitteln zu ermöglichen.
Laut Angaben der Senatsverwaltung für Verkehr ist der Einbau eines Aufzuges erst nach 2030 geplant, im August 2024 befand sich die Planung im Status der Standortprüfung des geplanten Aufzuges.

## Besonderheit

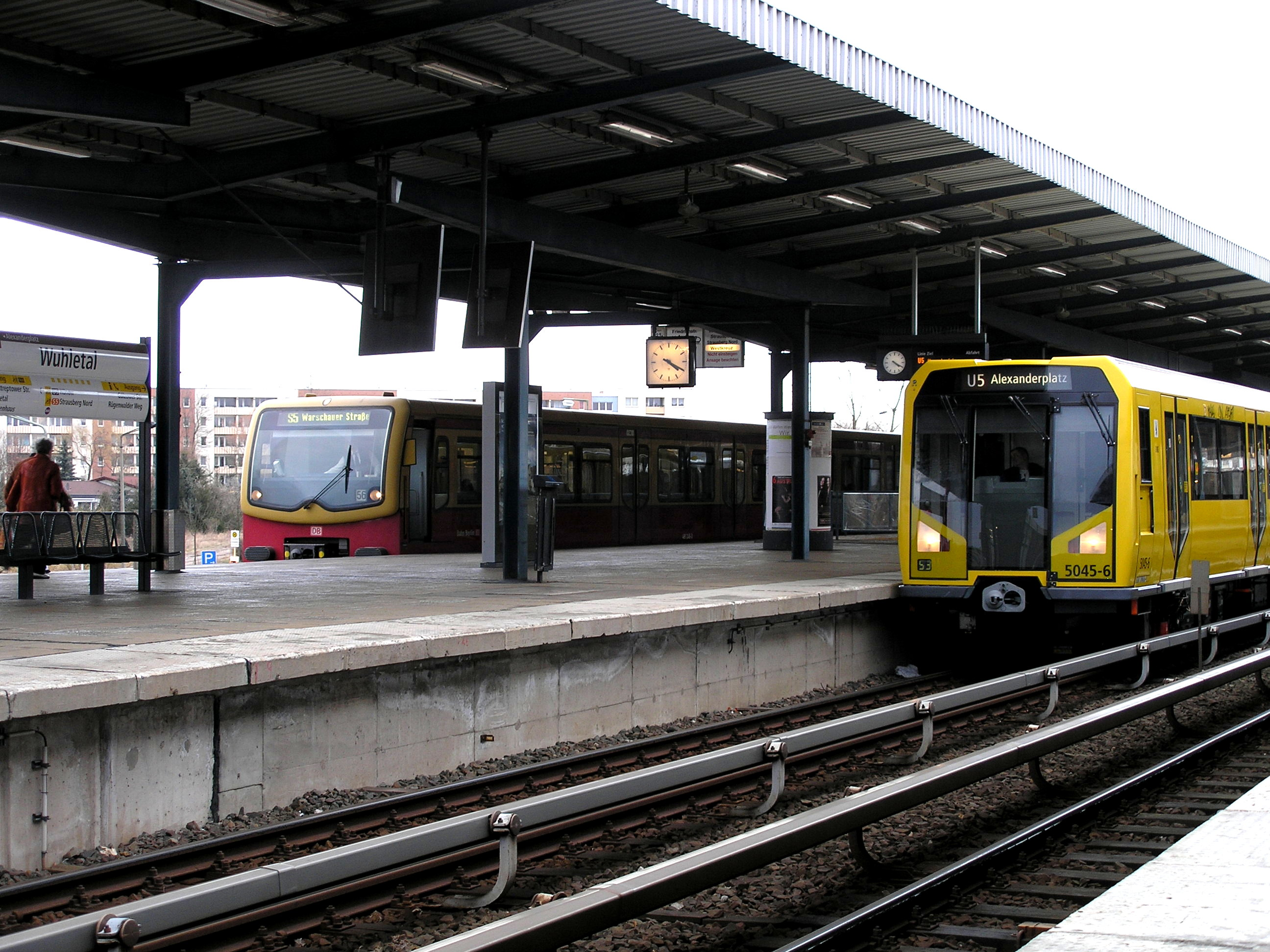
Einmalig in Berlin: S- und U-Bahn teilen sich denselben Bahnsteig

Am Bahnhof halten – einmalig im Berliner Nahverkehrsnetz – U-Bahn und S-Bahn im Richtungsbetrieb am selben Bahnsteig, die U-Bahn auf den inneren Gleisen, die S-Bahn auf den äußeren.
Ebenfalls im Richtungsbetrieb halten S- und U-Bahnen in Frankfurt am Main in der Station Konstablerwache.
In anderen Konfigurationen gibt es in Deutschland weitere Kombibahnsteige zwischen S- und U- bzw. Straßenbahn an den Bahnhöfen Bahnhof München-Neuperlach Süd, Köln-Chorweiler und in Leinfelden.
Zusammen mit acht weiteren Bahnhöfen auf der Linie U5 wurde Wuhletal im November 2023 unter Denkmalschutz gestellt.

## Anbindung
Neben den Linien S5 und U5 wird der Bahnhof von den Omnibuslinien 191 und 291 sowie den Nachtlinien N5, N62, N64, N91 und N96 der Berliner Verkehrsbetriebe bedient.
| Linie | Verlauf |
| ----- | --- |
|       | Westkreuz – Charlottenburg – Savignyplatz – Zoologischer Garten – Tiergarten – Bellevue – Hauptbahnhof – Friedrichstraße – Hackescher Markt – Alexanderplatz – Jannowitzbrücke – Ostbahnhof – Warschauer Straße – Ostkreuz – Nöldnerplatz – Lichtenberg – Friedrichsfelde Ost – Biesdorf – Wuhletal – Kaulsdorf – Mahlsdorf – Birkenstein – Hoppegarten – Neuenhagen – Fredersdorf – Petershagen Nord – Strausberg – Hegermühle – Strausberg Stadt – Strausberg Nord |
|       | Hauptbahnhof – Bundestag – Brandenburger Tor – Unter den Linden – Museumsinsel – Rotes Rathaus – Alexanderplatz – Schillingstraße – Strausberger Platz – Weberwiese – Frankfurter Tor – Samariterstraße – Frankfurter Allee – Magdalenenstraße – Lichtenberg – Friedrichsfelde – Tierpark – Biesdorf-Süd – Elsterwerdaer Platz – Wuhletal – Kaulsdorf-Nord – Kienberg (Gärten der Welt) – Cottbusser Platz – Hellersdorf – Louis-Lewin-Straße – Hönow                |